# Joana Benedek
Joana Benedek (n. 21 ianuarie 1972, București) este o actriță română-mexicană.
A plecat din țara natală pentru a-și găsi de lucru. S-a mutat mai întâi în Venezuela și abia după aceea în Mexic. În Caracas și-a continuat studiile, dar le-a abandonat pentru a lucra ca model.
În 1997 a semnat un contract cu o prestigioasă companie cosmetică din New York. Cât a stat în oraș s-a hotărât să studieze actoria la Academia Susan Grace.
A fost mai târziu descoperită de un producător mexican care a ajutat-o să își înceapă cariera în Mexic.
Sirena, Amigas y Rivales, și Angela sunt doar câteva dintre serialele în care actrița a jucat.
Actualmente, Joana Benedek lucrează pentru televiziunea mexicană Televisa.

## Filmografie
- Qué pobres tan ricos (2013)
- Libre para amarte (2013)
- Dos hogares (2011)
- Dos hogares (2011)
- Destilando amor (2007)
- La fea más bella (2006)
- Barrera de Amor (2005)
- De Pocas Pulgas (2003)
- Amigas y Rivales (2001)
- Mujeres Engañadas (1999)
- Angela (1998)
- Cruz de Nadie (1995)
- Pecado de Amor (1996)
- Sirena (1994)
- Piel (1993)
- Rubi Rebelde (1991)